# .405 Winchester

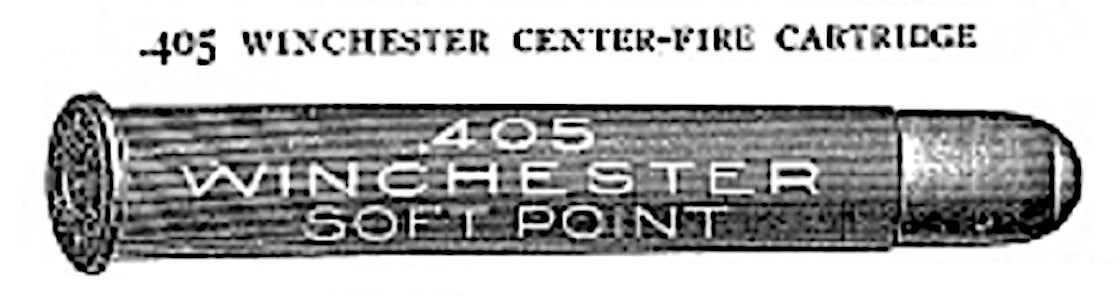
Ilustração do .405 Winchester.

O .405 Winchester (também chamado .405 WCF) é um cartucho de fogo central, introduzido em 1904 para o rifle por ação de alavanca Model 1895, com com aro em formato "cônico" pela Winchester Repeating Arms Company. 
O .405 WCF permanece até hoje um dos cartuchos com aro mais poderosos projetados especificamente para rifles por ação de alavanca; os únicos cartuchos modernos para esse tipo de rifle, que superam seu desempenho são o .50 Alaskan, o .450 Alaskan, .475 Turnbull, .348 Turnbull e .450 Marlin. O .405 WCF foi altamente considerado pelo presidente dos EUA, Theodore Roosevelt, durante seu safári na África Oriental.

## Descrição e Performance

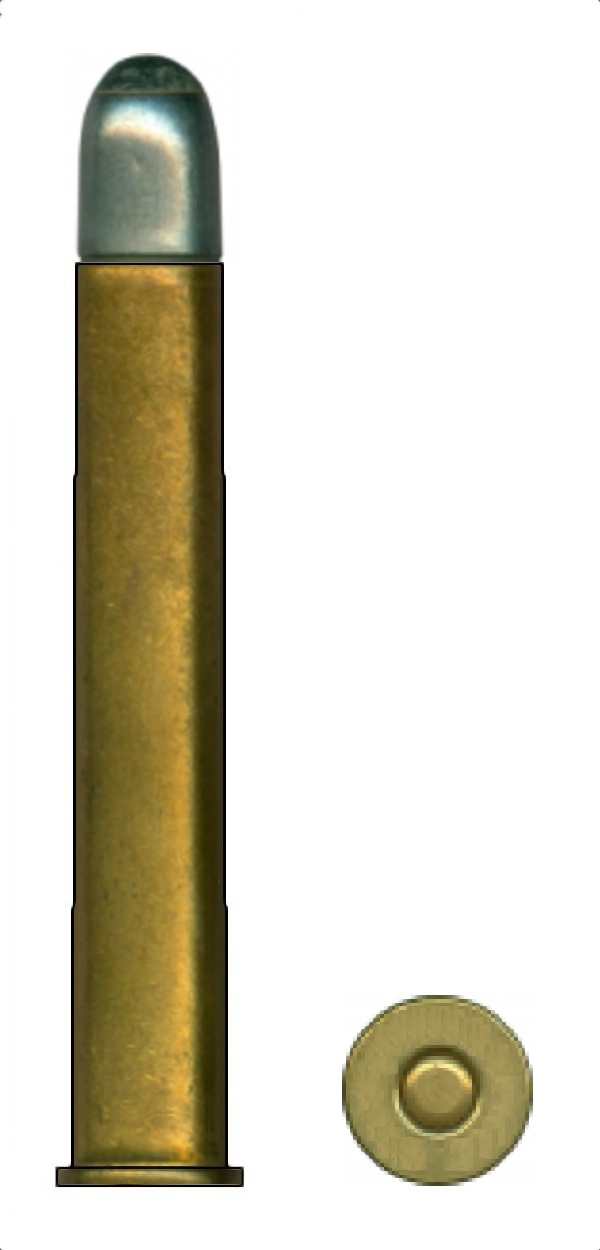
O .405 WCF.

A carga original de fábrica da Winchester para o .405 WCF consistia em uma bala de 300 grãos (19,4 gramas) de ponta macia ou jaquetada de metal ("Full Metal Jacket") a 2.200 pés por segundo. Quando o Winchester M1895 foi descontinuado em 1936, o cartucho foi considerado obsoleto. As listagens de catálogo do cartucho cessaram em 1955. No entanto, durante o aniversário de 100 anos da administração presidencial de Theodore Roosevelt em 2001, a Winchester reintroduziu o "M1895" em .405 Winchester e reviveu o cartucho.
Além do Winchester Model 1895, o .405 Winchester também estava disponível no Winchester Model 1885 de tiro único, no rifle Remington-Lee por ação de ferrolho (de 1904 a 1906) e em vários rifles duplos britânicos e europeus. O cartucho também estava disponível no rifle de tiro único "Ruger No. 1 Tropical", de canos mais grossos.
As campanhas publicitárias da Winchester durante a primeira década do século XX aproveitaram ao máximo os elogios freqüentes de Theodore Roosevelt ao .405 Winchester, bem como ao "Winchester 1895" que o abrigava. Roosevelt se referiu a esse rifle como sua "'pistola de remédio' para leões". Esta citação vem do relato de Roosevelt sobre uma caça ao leão no sétimo capítulo de seu livro African Game Trails:
Mas enquanto estávamos parados, um dos carregadores atrás gritou "Simba"; e avistamos uma grande leoa galopando ao lado das árvores, logo além do donga … Tarlton pegou seu grande cano duplo e me aconselhou a pegar o meu, pois o sol acabara de se pôr e provavelmente seria um trabalho de curta duração; mas eu balancei minha cabeça, pois a Winchester 405 é, pelo menos para mim pessoalmente, a "arma de remédio" para leões.
Embora seja frequentemente dito que Roosevelt chamou o ".405 M1895" de seu "grande remédio", esta frase nunca foi usada no livro "African Game Trails" e é possivelmente a combinação errônea de sua citação de "medicine gun" com seu discurso de "Big Stick" de 1901. O escritor de ficção histórica Wilbur Smith atribui o termo "arma medicinal" aos Roosevelts em seu livro Assegai.
Desde a introdução do .405 Winchester, muitos caçadores o têm usado em caça maior africana, incluindo rinocerontes e búfalos; no entanto, é geralmente considerado melhor quando usado contra animais de pele fina, devido à baixa densidade seccional da bala. A velocidade do cartucho também é baixa para os padrões contemporâneos, o que torna o tiro de longa distância um desafio devido à tolerância e compensação que o atirador deve dar para a queda da bala durante a trajetória até o alvo.

## Wildcats derivados

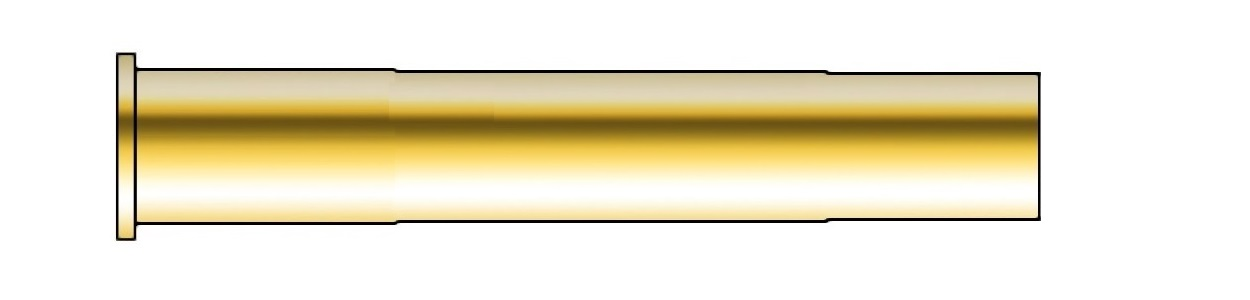
O estojo do .405 WCF.

O .277 Elliott Express e o .357 Elliott Express, são dois de uma série de cartuchos wildcat desenvolvidos pela O.H. Elliott & Company de South Haven, Michigan, com base no cartucho .405 WCF. Este armeiro personalizado fabricava também seus próprios canos de rifle.

## Dimensões

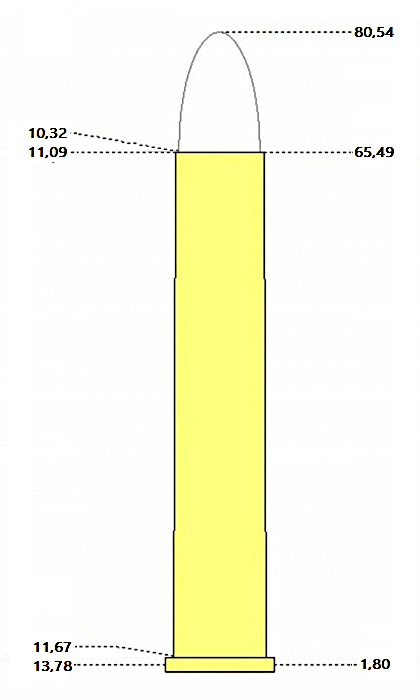